# Horsemen (pel·lícula de 2009)
Horsemen és una pel·lícula estatunidenca de 2009 de thriller psicològic dirigida per Jonas Åkerlund, escrita per David Callaham, produïda per Michael Bay, i protagonitzada per Dennis Quaid i Zhang Ziyi. Relata la història d'Aidan Breslin (Dennis Quaid) un detectiu amarg i distret emocionalment que s'ha distanciat dels seus dos fills després de la mort de la seva devota esposa. Mentre investiga una sèrie d'assassinats, descobreix un vincle terrorífic entre ell i els sospitosos que semblen basar-se en les profecies bíbliques dels Quatre genets de l'Apocalipsi: Guerra, Fam, Conquesta i Mort. La pel·lícula es va rodar a Winnipeg, Canadà i es va estrenar el 6 de març del 2009.
Aquesta pel·lícula no ha estat doblada al català.